# Попов, Владимир Владимирович (футболист)
Владимир Владимирович Попов (род. 1927) — советский футболист, нападающий.

## Биография
В 1950 году выступал за команду КФК «Трудовые Резервы» (Ворошиловград), с которой стал серебряным призёром чемпионата Украинской ССР среди коллективов физкультуры.
На следующий год перешёл в «Шахтёр» (Сталино), в его составе провёл свой единственный матч в классе «А» — 22 апреля 1951 года против московского «Динамо» (1:4).
С 1952 года в течение шести сезонов выступал за «Торпедо» (Сталинград), сыграл 100 матчей в классе «Б». В ходе сезона 1957 года перешёл в «Энергию» (Волжский). Большую часть сезона 1958 года также провёл в «Энергии», сыграв 25 матчей в классе «Б», однако в июле провёл один матч в Кубке СССР за сталинградский клуб, переименованный к этому времени в «Трактор».
Дальнейшая судьба неизвестна.